# Mesteacăn (gmina Răchitova)
Mesteacăn – wieś w Rumunii, w okręgu Hunedoara, w gminie Răchitova. W 2011 roku pozostawała niezamieszkana.